# Sobralia geminata
Sobralia geminata är en orkidéart som beskrevs av Robert Louis Dressler och Bogarín. Sobralia geminata ingår i släktet Sobralia och familjen orkidéer. Inga underarter finns listade i Catalogue of Life.